# Jannah

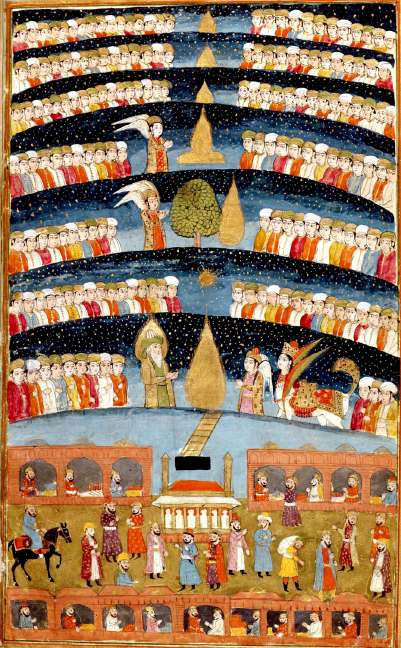
Representação artística do "Paraíso de Maomé". The History of Mohammed, Bibliothèque nationale de France, Paris.

Jannah (em árabe: جنة; Jannah) é a concepção islâmica do paraíso. A palavra árabe Jannah é uma versão abreviada que significa simplesmente "Jardim". De acordo com a escatologia islâmica, após a morte, a alma residirá na sepultura até a ressurreição durante o Yawm al-Qiyāmah. Os muçulmanos acreditam que o tratamento do indivíduo na vida na tumba será reflexo de seus atos na vida mundana. Jannah é muitas vezes comparado a conceitos cristão de Céu.
O nível mais alto do Paraíso é Firdaws (em árabe: فردوس), que é onde os profetas, os mártires e as pessoas mais verdadeiras e piedosas vão morar. Em contraste com Jannah, as palavras Jahannam e Nār são usadas para referir ao conceito islâmico de inferno. Há muitas palavras na língua árabe para se referir ao Céu e ao Inferno e aquelas palavras também aparecem no Alcorão e no Hadith. A maioria delas tornaram-se parte das tradições islâmicas.